# Хав'єр Рос
Хав'єр Рос (ісп. Javier Ros, нар. 19 липня 1990, Памплона) — іспанський футболіст, півзахисник, відомий насамперед виступами за «Реал Сарагоса».

## Ігрова кар'єра
Народився 19 липня 1990 року в Памплоні. Вихованець футбольної школи клубу «Реал Сосьєдад». У дорослому футболі дебютував 2008 року виступами за команду «Реал Сосьєдад Б», де відразу ж став одним із основних гравців півзахисту. Того ж сезону 2008/09 провів декілька ігор за головну команду клубу в Сегунді, а частину 2010 року провів в оренді в «Ейбарі». 2012 року був переведений до головної команди  «Реал Сосьєдад», утім у її складі був резервним гравцем, протягом двох наступних сезонів додавши до свого активу лише 15 ігор на рівні Ла-Ліги.
Влітку 2014 року перейшов до друголігової «Мальорки», а за півтора року став гравцем «Реал Сарагоса», кольори якого і захищав протягом наступних шести років, взявши участь у 146 іграх другого іспанського дивізіону.
На початку 2022 року приєднався до складу «Аморебієти».